# Вудсборо (Мериленд)
Вудсборо (енгл. Woodsboro) град је у америчкој савезној држави Мериленд.

## Демографија
По попису из 2010. године број становника је 1.141, што је 295 (34,9%) становника више него 2000. године.
| Група             | 2000.       | 2010.         |
| Белци             | 827 (97,8%) | 1.029 (90,2%) |
| Афроамериканци    | 2 (0,2%)    | 42 (3,7%)     |
| Азијати           | 5 (0,6%)    | 15 (1,3%)     |
| Хиспаноамериканци | 8 (0,9%)    | 46 (4,0%)     |
| Укупно            | 846         | 1.141         |